# Bartholdus Nicolai Duræus
Bartholdus Nicolai Duræus, född 1598 i Kristdala församling, Småland, död 9 augusti1633 i Kristdala församling, Småland, var en svensk präst.

## Biografi
Bartholdus Duræus föddes 1598 i Kristdala församling. Han var son till kyrkoherden Nicolaus Christophori i Kristdala församling och en dotter till Jon Amundsson i Norra Vi socken. Duræus blev 1619 adjunkt hos sin far och blev 30 juni 1629 kyrkoherde i Kristdala församling efter sin far. Han drunknade 1633 i Margölen under en resa till Systertorp i Kristdala socken.

### Familj
Duræus var gift med Elisabet Persdotter. De fick tillsammans barnen Karin som var gift med bonden Gabriel i Malghult, Cecilia Duræus (död 1710) som var gift med fogden Lars Kuuse i Tuna socken och kyrkoherden Johannes Duræus i Kristdala församling. Efter Duræus död gifte Elisabet Persdotter om sig med kyrkoherden Claudius Svenonis i Kristdala församling.